# حصار وهران والمرسى الكبير
بين أبريل ويونيو 1563، أطلقت إيالة الجزائر حملة عسكرية كبيرة لاستعادة القواعد العسكرية الإسبانية بوهران ومرسى الكبير على الساحل الشمالي الإفريقي الذي تحتله إسبانيا منذ عام 1505. ويمثل حصار وهران ومرسى الكبير عام 1563 حلقة رئيسية من الصراع الإسباني-الجزائري ضمن حروب العثمانيين-هابسبورغ الأكبر في البحر الأبيض المتوسط. مملكة الجزائر، الإمارة القبائلية (كوكو وبني عباس) وغيرها من القبائل التابعة تجمعت كقوات تحت قيادة حسن باشا بن خير الدين باربروسا، وجعفر كاتانيا. تمكن الإسبان تحت قيادة الأخوان، ألونسو دي كوردوبا كونت ألكاوديتي ومارتن دي قرطبة، من الصمود والدفاع معاقل وهران ومرسى الكبير، على التوالي، إلى أن وصل أسطول الإغاثة من فرانسيسكو دي ميندوزا لهزيمة الهجوم بنجاح.

## الخلفية
مع هزيمة فرسان مالطا وفتح طرابلس على يد الأدميرال العثماني تورغوت ريس في 1551 ، وسقوط بجاية بيد حاكم إيالة الجزائر، صالح ريس، في 1555 ، كانت وهران والمرسى الكبير، جنبا إلى جنب مع الجزيرة في حلق الوادي، من الممتلكات الوحيدة المتبقية من العالم المسيحي في الساحل الجزائري التي تقاوم القرصنة العثمانية والمورسكية التي تعمل على طول سواحل نابولي وصقلية وبلاد الشام. عندما حاصر أسطول القائد العثماني حسن قورصو المكون من 50 قادس كلا المدينتين في حصار وهران عام 1556 ، كان أمر السلطان سليمان القانوني بسحب السفن الخاصة به لاستخدامها في شرق البحر الأبيض المتوسط التي كفلت استمرار وهران ومرسى الكبير تحت السيطرة الاسبانية على الرغم من الدفاع الضعيف.
في عام 1562 ، قصد حسن باشا، ابن خير الدين بربروس والحاكم العثماني لإيالة الجزائر، دمج الحاميات الإسبانية لوهران ومرسى الكبير إلى أراضي الجزائر. عندما اكتشف الملك فيليب الثاني ملك إسبانيا الخطة، أمر بتجميع أسطول من برشلونة لنقل 4,000 جندي كتعزيزات. في 19 أكتوبر 1562 ، أدت عاصفة إلى كارثة بحرية عرفت باسم لا هيرادورا. دُمر الأسطول الإسباني قبالة مدينة مالقة، وغرق 24 من 27 قداس، ولقي عدد كبير من البحارة والجنود، بما في ذلك دون خوان دي ميندوزا، القائد العام لغاليس اسبانيا، حتفهم.
قام حسن باشا، بتوجيه من السلطان سليمان، بتجميع جيش قريب من 100,000 رجل بين الأتراك، الجزائريين وعدد كبير من الانكشارية. دُعم هذا الجيش عن طريق البحر من خلال أسطول مكون من 30 قادس، و 5 قراقير و 15 سفينة صغيرة تحت قيادة جعفر كاتانيا، محافظ تلمسان. مع هذه القوات، ذهب حسن إلى مرسى الكبير، معقله الذي اعتبره ضروريا للاسنيلاء على وهران. في هذه الأثناء، تلقى ألونسو ومارتن دي قرطبة الإمدادات والبارود والأدوات وعدد قليل من الجنود من مالقا. من أجل تجميع كلتا البلدتين من أجل مساعدة بعضهما البعض، قررا بناء حصينين: سان ميغيل، تقع على تلة تفصل وهران عن مرسى الكبير، وتودوس لوس سانتوس، في واجهة المدينة الثانية.

## الحصار
في 5 فيفري 1563 خرج حسن باشا بن خير الدين بربروس من مدينة الجزائر نحو الغرب بجيش من 15.000 رجل رماة البنادق و 10.0000 فارس صبايحي و 12.000 راجل من زواوة وبني عباس. اما المؤن والذخائر فحملها الاسطول الجزائري إلى مستغانم التي اتخذها كقاعدة عمليات.

### حصن القديسين سان ميغيل وتودوس لوس سانتوس
بدأ الحصار في 3 أبريل 1563 ، هاجمت القوات العثمانية بشكل مكثف برج تودوس لوس سانتوس، الذي دافع عنه 200 جندي إسباني. لقد كانت تحصينات ودفاعات الاسبان محكمة يقودهم فيها الونزو دي قرطبة اما المرسى الكبير فقد كانت تحت قيادة شقيقه دون مارتان دي قرطبة الذي وقع اسيرا بيد حسن باشا وقتل أبيه الكونت الكوديت في معركة مستغانم عام 1558 وقد أطلق سراحه حينها مقابل فدية وسلمه جثة والده.
استمرت المقاومة الشرسة لحامية الحصن، بالإضافة إلى الدعم المدفعي من المرسى الكبير، وتسببت في خسائر فادحة على المهاجمين. ومع ذلك، مزقت المدافع العثمانية الجدران وسرعان ما تم تحطيم الحصن واحتلاله في 15 أبريل 1563.
بعد ذلك توجه حسن باشا صوب حصن سان ميغيل الذي تعرض للهجوم خلال 22 يومًا من قبل 24000 جندي مشاة و 400 جندي من سلاح الفرسان. رفض قائد الحصن عرض حسن باشا بالاستسلام ونجحوا في صد ستة اعتداءات تركت الخندق مملوء بالقتلى الانكشارية. وكان من بين الضحايا العثمانيين حاكم قسطنطينة، الذي استعيدت جثته من قبل رجاله بإذن من مارتين دي قرطبة. ومع ذلك، وعلى الرغم من عناد الدفاع، فإن التعزيزات المرسلة من مرسى الكبير لم تكن كافية لمواصلة القتال، وفي 8 مايو، تحت غطاء الظلام، تراجع الناجون الإسبان إلى المدينة.

### المرسى الكبير

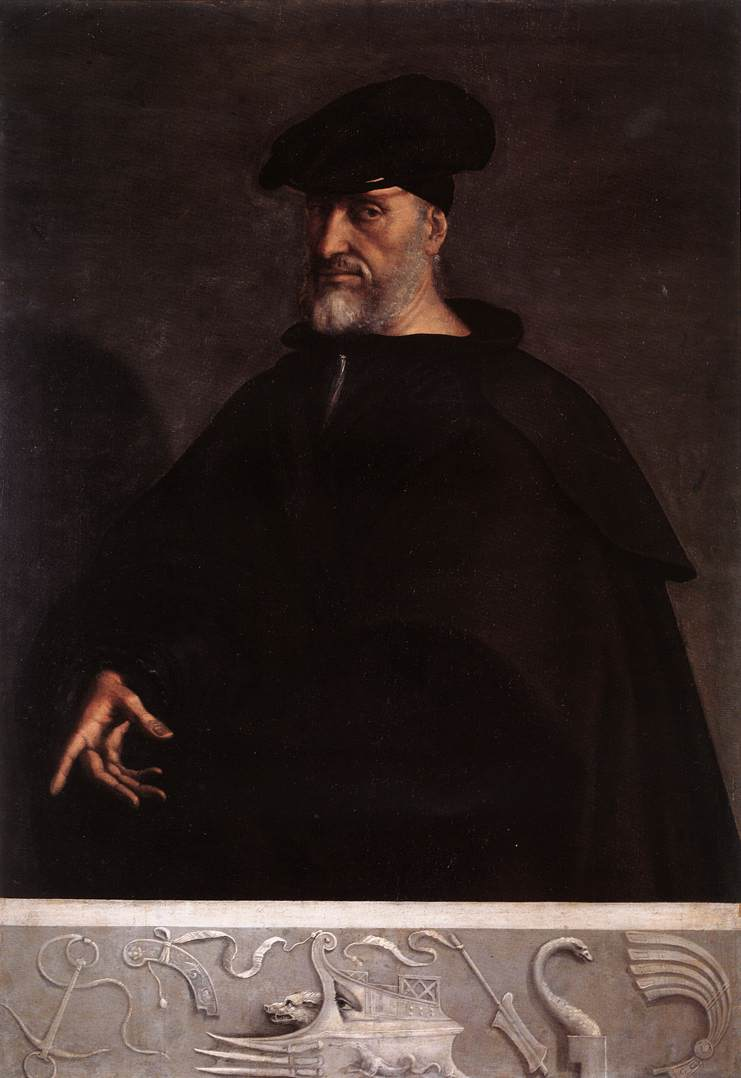
أدميرال جمهورية جنوة أندريا دوريا

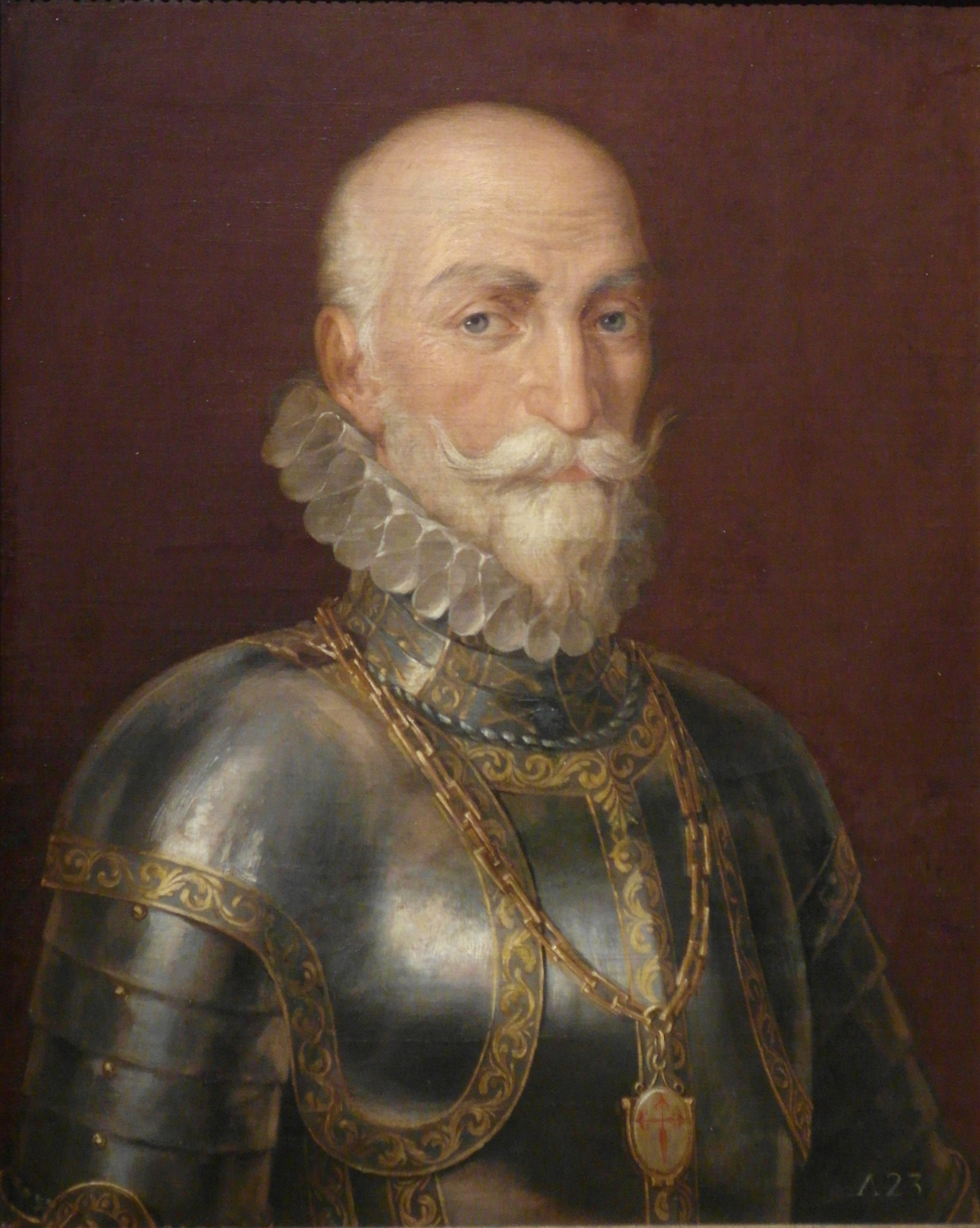
الأميرال الإسباني ألفارو دي بازان

بمجرد دخول الحصن، حاصرت القوات العثمانية المدينة، وحفرت خنادق حولها، ووضعت المدفعية لتحطيم الجدران. ثُبتت أيضا على تلة قريبة عدة مدافع لقصف المدينة الداخلية. أرسل حسن باشا إلى مارتين دي قرطبة يطلب إليه تسليم المدينة فأجابه بما مضمونه «انني أفعل من أجلك كل شئ، وأُطيع أوامرك مهما كانت، إعترافا بجميلك علي، وتسليمك لي جثة أبي، بعد أداء التحية العسكرية لها، أما ان أسلم لك المدينة التي هي أمانة جلالة ملك اسبانيا في عنقي، فذلك أمر لا سبيل اليه». أعد مارتين دي قرطبة للهجوم وكان لديه أقل من 500 رجل للدفاع عن المدينة.
في 4 مايو، وصل الأسطول الجزائري يحمل المدافع والمؤن فنصب الجزائريون مدافعهم وبدأوا يقصفون من البر ومن البحر حصون وقلاع المرسى الكبير.
في يومي 5 و6 مايو تلقى المدافعون عن الحصون بعض المدد من وهران وهاجم المسلمون القلاع خمس مرات دون جدوى.
في 8 مايو، هاجم حسن باشا رفقة جماعة من رجاله قلاع المرسى الكبير وتمكن من رفع العلم الجزائري فوق إحدى مراكز الدفاع، واندفع إلى الداخل لكنه أصيب بجرح في رأسه ولم يتمكن الجيش من اجتياز الثغرة نظرا لشدة الدفاع. وجه الهجوم بعد ذلك، إلى حصن سان ميشال (سان ميغيل) وبعد دفاع شرس من الحامية الاسبانية وتحت وابل النيران، انسحبت بقايا المدافعين وانضمت إلى القلعة. وجه حسن باشا نيران مدافعه إلى القلعة الأساسية، واستمر قصف المدافع لها 24 ساعة، فحطم الكثير منها وكان رجال القلعة يرممون بالليل ما احدثته نيران المسلمين بالنهار.
في 9 مايو، كانت مدافع الجزائريين قد حطمت حصون الناحية الغربية بصفة تامة، فأرسل حسن باشا من جديد، يطلب إلى الماركيز مارتين دي قرطبة تسليم المدينة، فأجابه: «بما أن الحصون قد تحطمت فما الذي يمنعك من اقتحام المدينة؟»
عندئذ أمر حسن باشا بالهجوم العام واستبسل الإسبان في الدفاع عن بقايا الحصون والجدران المحطمة بصفة بطولية وتمكن الجزائريون من رفع اعلامهم لكن لم يستطيعوا الثبات أمام الدفاع المركز من الاسبان فرجعوا إلى مواقعهم بعد أن تركوا عددا كبيرا من القتلى.
تمكنت في ذلك اليوم، سفينة إسبانية من اختراق صفوف الأسطول الجزائري وبشرت قائد حامية وهران بأن المدد الاسباني قادم إليهم على متن 55 سفينة، يقودها الادميرال اندريا دوريا، فاشتد ساعد الاسبان بهذا النبأ وقويت عزيمتهم. وأرسل قائد وهران فدائي اسباني عبر إلى المدينة الأخرى سباحة، يعلم أخاه قائد المرسى الكبير بهذا النبأ الكبير ويطلب إليه المقاومة حتى يصل المدد إليهم.
في 20 مايو، أرسل حسن باشا 12,000 جندي لكسر مقاومة الهاربيسيين الأسبان وتسهيل الهجوم على عمودين من القوات النظامية التي ستهاجم ثانية. على الرغم من الخسائر الفادحة التي عانوا منها، تمكن العرب من تسلق الجدران ورفع العلم العثماني على الجدران. ومع ذلك، تمكن الاسبان منهم. في هذا الهجوم، توفي حوالي 2,500 رجل، معظمهم سقطوا في الخندق حول المدينة.
في الأيام التالية وقع المزيد من الهجمات التي فشلت أيضا مع خسائر كبيرة في الأرواح، على الرغم من أن الوضع الإسباني أصبح يائسا.
في 5 يونيو / حزيران، بلغ حسن باشا من جواسيسه قرب وصول النجدة الاسبانية العظيمة، فجمع رجاله وصاح فيهم صيحات البطولة واندفع في صفوف الأعداء وما تمكن جنوده من احتوائه والرجوع به إلى صفوفهم إلا بشق الأنفس. ورغم أن القلعة أصبحت خرابا ولم يبقى من حاميتها إلا القليل لكن الجزائريين لم يتمكنوا منها.
في 6 يونيو / حزيران، كان حسن على وشك أن يأمر بالهجوم الأخير، عندما أخذ أسطول المدد جيشه على حين غرة. أمر الملك فيليب الثاني بتنظيم أسطول في قرطاجنة من أجل مهاجمة جيش حسن وإجباره على رفع الحصار. تحت قيادة فرانسيسكو دي ميندوزا، الذي خلفه ألفارو دي بازان وأندريا دوريا، كان 34 جاليريا قادمين من برشلونة ونابولي وجنوة وسافوي ومالطا قد شرعوا في أربعة آلاف جندي والعديد من الفرسان المتطوعين، وأبحروا إلى مرسى الكبير.
مع طلوع شمس 7 يونيو / حزيران، رأى الناس كافة الأصدقاء منهم والاعداء، شراعات الأسطول الاسباني الضخم يحمل النجدة للمحاصرين.
تخوفا من أن يكون محاصرا بين التعزيزات الاسبانية والمرسى الكبير، أمر حسن باشا قواته بالانسحاب على عجل. فقد انهكت المعارك قواته ويوشك اندريا دوريا أن يقطع عنهم خط الرجعة والرجوع إلى الجزائر.
تقاتل الأسطول الجزائري قليل العدد مع الاسطول الاسباني الضخم في معركة حامية غير متكافئة فغرقت تسع سفن جزائرية ورجعت البقية إلى الجزائر.
وهكذا انتهت المعركة بفشل الحملة الجزائرية وانتصار الاسبانيين، بواسطة ثباتهم البطولي واستماتتهم في الدفاع، إلى أن وصلتهم النجدة المنقذة.

## بعد الحصار
بعد نزول التعزيزات والإمدادات في وهران والمرسى الكبير، عاد أسطول فرانسيسكو دي ميندوزا إلى إسبانيا. 4 قرر الملك فيليب الثاني، الذي أعلم بمجريات الحصار، مكافأة مارتن دي قرطبة وفرانسيسكو فيفرو، قائد فورت سان ميجيل، على إبقاء هاتين المعسكرين الأساسيين في أيدي أسبانيا. في الواقع، سمح هذا بالقبض في العام التالي على حصن جزيرة قميرة، وهو النجاح الذي أعقبه في 1565 بالدفاع الحاسم عن مالطا ضد أسطول تورغوت ريس. بعد عدة سنوات، في 1574، تمت مناقشة في المحكمة الإسبانية ما إذا كان سيتخلى عن وهران والمرسى الكبير أم لا. أمر الملك فيليب الثاني فيسباسيان غونزاغا كولونا، أمير سابيونيتا ودوق تريكيتو، بتقديم تقرير شامل عن حالة كلتا المدينتين. نصح غونزاغا بالتخلي عن وهران ولكن الحفاظ على المرسى الكبير. ومع ذلك، أرسل المارشال خوان مونيوز إلى الملك تقريرًا من سانشو دي ليفا ينصح بالاحتفاظ بكل من المعقلين. اختار فيليب الثاني أخيرًا نصيحة لييفا.